# Haworthia

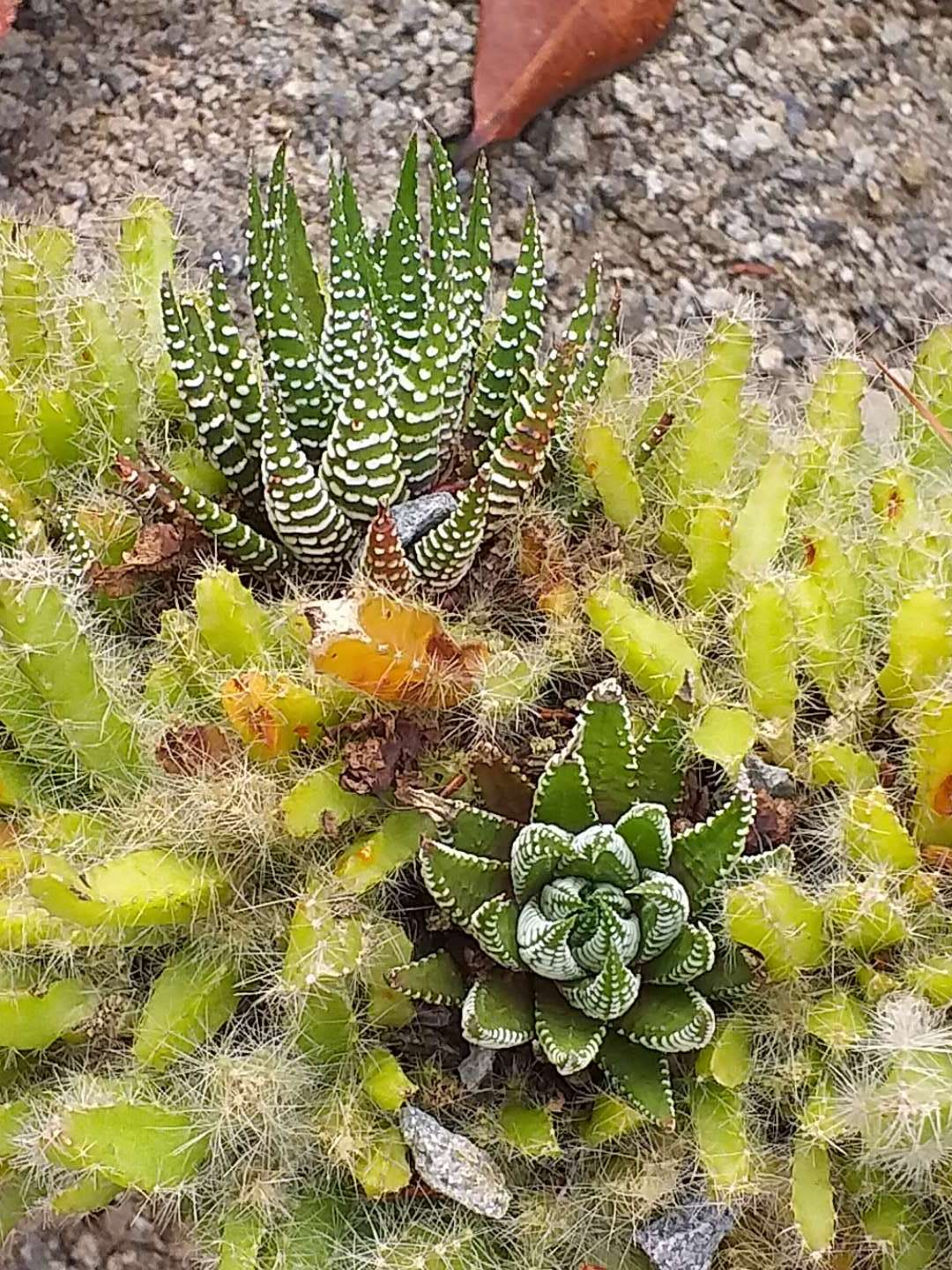
Haworthia fasciata

Haworthia là một chi thực vật có hoa trong họ Asparagaceae, với khoảng 155 loài đã biết.

## Hình ảnh

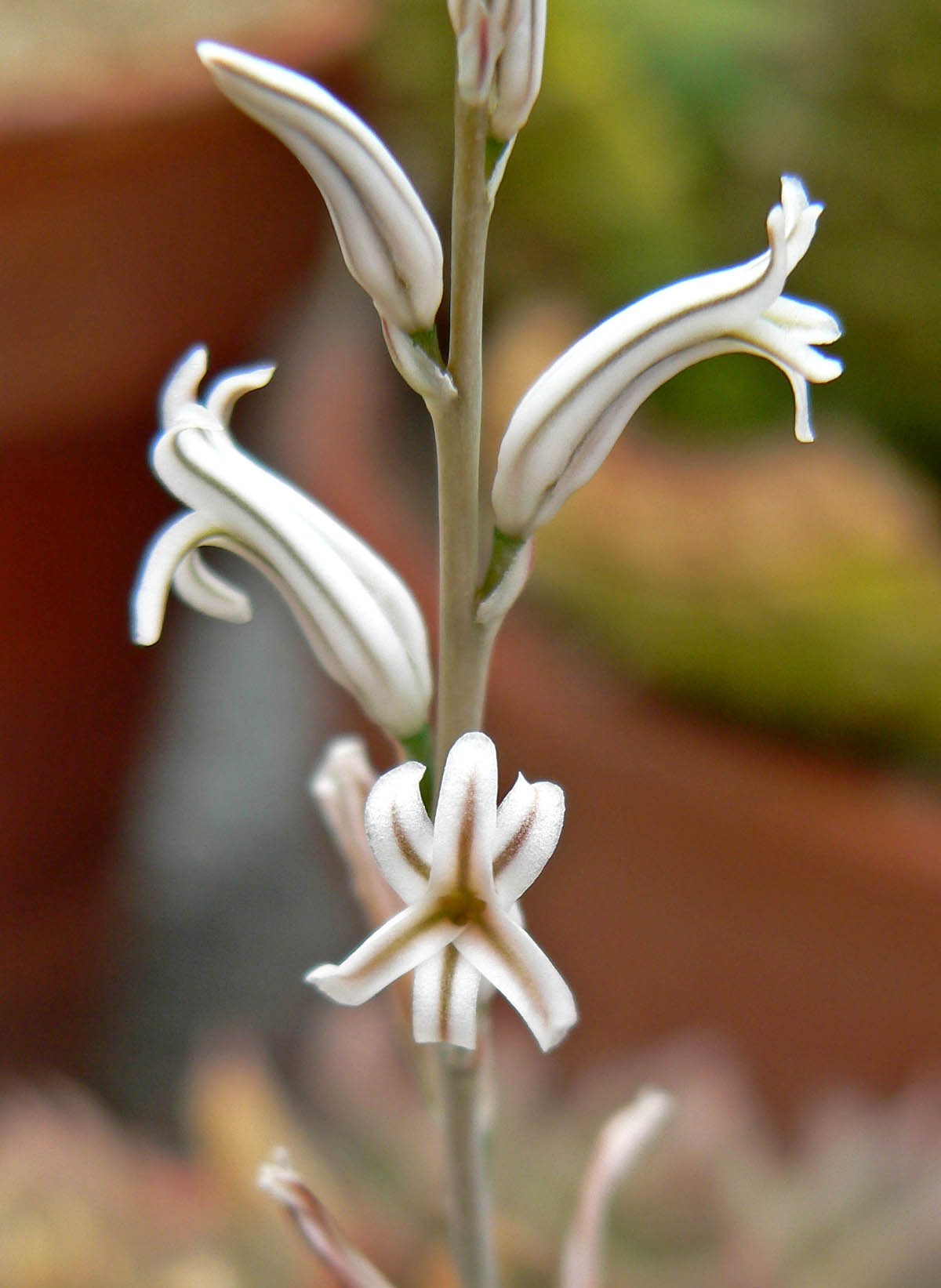
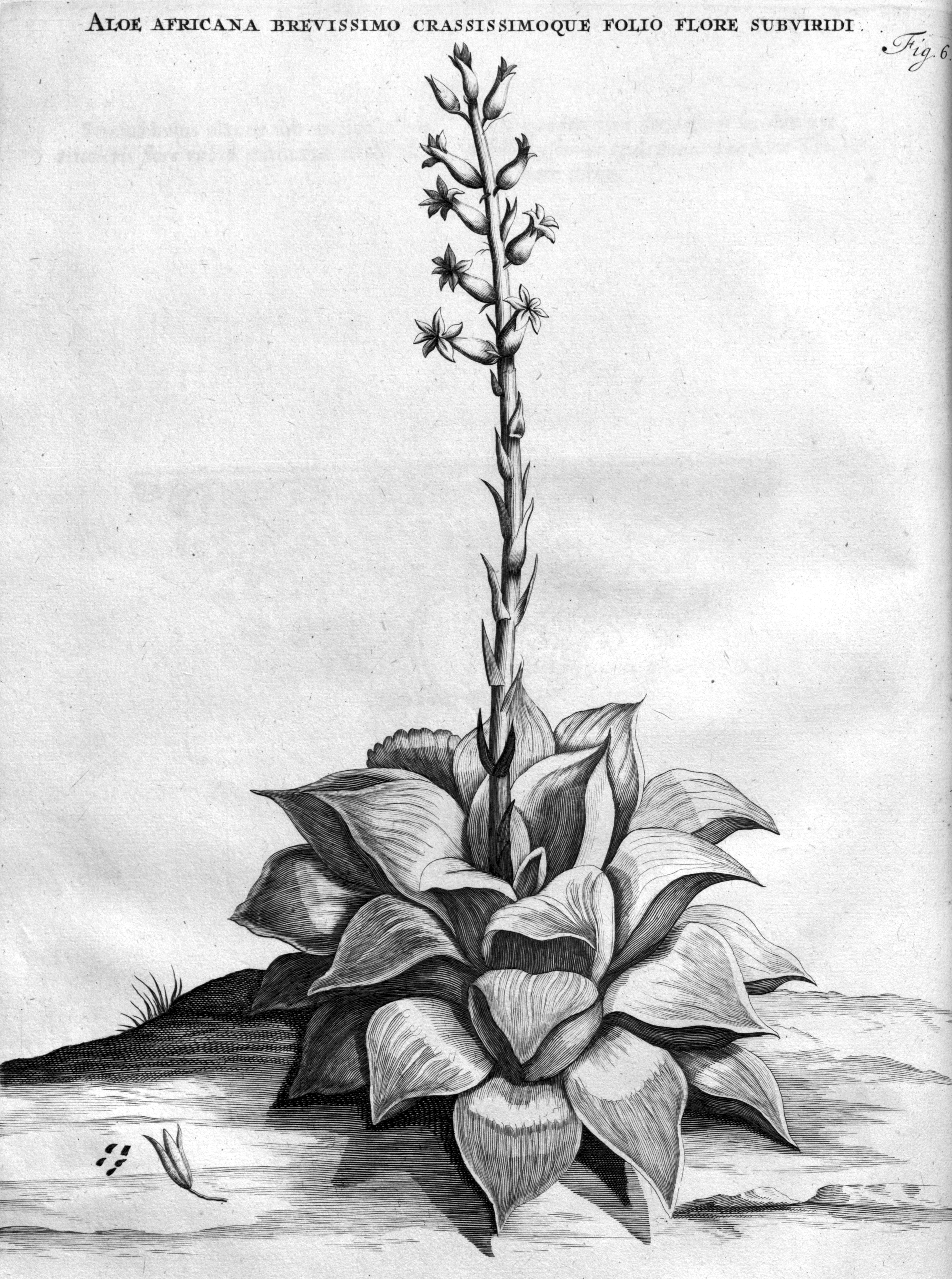
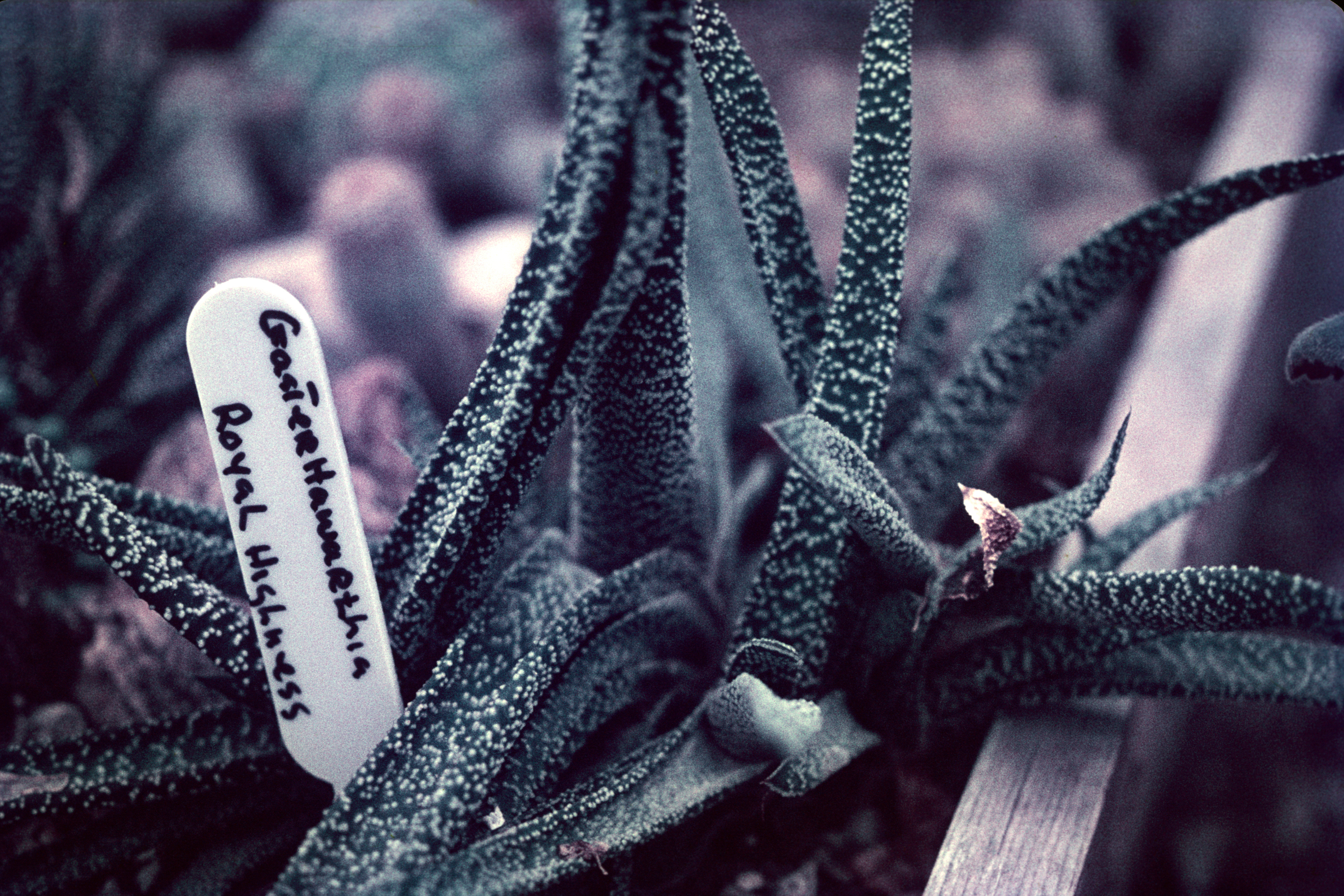

## Các loài
- Haworthia agnis
- Haworthia akaonii
- Haworthia albispina
- Haworthia amethysta
- Haworthia angustifolia
- Haworthia ao-onii
- Haworthia aquamarina
- Haworthia arabesqua
- Haworthia arachnoidea
- Haworthia aristata
- Haworthia attenuata
- Haworthia azurea
- Haworthia bathylis
- Haworthia bayeri
- Haworthia bella
- Haworthia blackburniae
- Haworthia bolusii
- Haworthia borealis
- Haworthia breueri
- Haworthia bronkhorstii
- Haworthia bruynsii
- Haworthia caerulea
- Haworthia caesia
- Haworthia calaensis
- Haworthia calva
- Haworthia candida
- Haworthia capillaris
- Haworthia chloracantha
- Haworthia coarctata
- Haworthia cooperi
- Haworthia crausii
- Haworthia crinita
- Haworthia crystallina
- Haworthia cummingii
- Haworthia cymbiformis
- Haworthia davidii
- Haworthia decipiens
- Haworthia devriesii
- Haworthia diaphana
- Haworthia diversicolor
- Haworthia elizeae
- Haworthia emelyae
- Haworthia emeralda
- Haworthia eminens
- Haworthia enigma
- Haworthia esterhuizenii
- Haworthia exilis
- Haworthia fasciata
- Haworthia flavida
- Haworthia floccosa
- Haworthia florens
- Haworthia floribunda
- Haworthia fluffa
- Haworthia fukuyae
- Haworthia fusca
- Haworthia glabrata
- Haworthia glauca
- Haworthia gracilis
- Haworthia hamata
- Haworthia harryi
- Haworthia hastata
- Haworthia hayashii
- Haworthia heidelbergensis
- Haworthia herbacea
- Haworthia hisui
- Haworthia indigoa
- Haworthia integra
- Haworthia jadea
- Haworthia jakubii
- Haworthia jansenvillensis
- Haworthia jeffreis
- Haworthia kemari
- Haworthia kingiana
- Haworthia koelmaniorum
- Haworthia lachnosa
- Haworthia laeta
- Haworthia lapis
- Haworthia latericia
- Haworthia ligulata
- Haworthia limifolia
- Haworthia lockwoodii
- Haworthia longiana
- Haworthia maculata
- Haworthia magnifica
- Haworthia maraisii
- Haworthia marginata
- Haworthia marmorata
- Haworthia marumiana
- Haworthia marxii
- Haworthia minor
- Haworthia mirabilis
- Haworthia mollis
- Haworthia monticola
- Haworthia mortonii
- Haworthia mucronata
- Haworthia mutica
- Haworthia nigra
- Haworthia nigrata
- Haworthia nortieri
- Haworthia oculata
- Haworthia odetteae
- Haworthia ohkuwae
- Haworthia opalina
- Haworthia outeniquensis
- Haworthia pallens
- Haworthia pallidifolia
- Haworthia parksiana
- Haworthia pectinis
- Haworthia pilosa
- Haworthia pubescens
- Haworthia pulchella
- Haworthia pumila
- Haworthia pungens
- Haworthia pusilla
- Haworthia pygmaea
- Haworthia regalis
- Haworthia regina
- Haworthia reinwardtii
- Haworthia reticulata
- Haworthia retusa
- Haworthia salina
- Haworthia sapphaia
- Haworthia scabra
- Haworthia schoemanii
- Haworthia scottii
- Haworthia semiviva
- Haworthia serrata
- Haworthia sordida
- Haworthia sparsa
- Haworthia specksii
- Haworthia springbokvlakensis
- Haworthia subhamata
- Haworthia subularis
- Haworthia succinea
- Haworthia tarkasia
- Haworthia tauteae
- Haworthia teres
- Haworthia tradouwensis
- Haworthia tretyrensis
- Haworthia tricolor
- Haworthia truncata
- Haworthia turgida
- Haworthia variegata
- Haworthia veltina
- Haworthia venetia
- Haworthia venosa
- Haworthia villosa
- Haworthia vincentii
- Haworthia violacea
- Haworthia viscosa
- Haworthia wittebergensis
- Haworthia vlokii
- Haworthia zantneriana
- Haworthia zenigata